# Michal Riszdorfer
Michal Riszdorfer (Bratislava, 26 de mayo de 1977) es un deportista eslovaco que compitió en piragüismo en la modalidad de aguas tranquilas.
Participó en tres Juegos Olímpicos, entre 2000 y 2008, obteniendo una medalla de plata en Pekín 2008 y una medalla de bronce en Atenas 2004, ambas en la prueba de C4 1000 m. Ganó catorce medallas en el Campeonato Mundial de Piragüismo entre los años 1998 y 2009, y  dieciséis medallas en el Campeonato Europeo de Piragüismo entre los años 1997 y 2009.

## Palmarés internacional
| Juegos Olímpicos   | Juegos Olímpicos             | Juegos Olímpicos  | Juegos Olímpicos |
| Año                | Lugar                        | Medalla           | Competición      |
| ------------------ | ---------------------------- | ----------------- | ---------------- |
| 2004               | Atenas (Grecia)              | Medalla de bronce | K4 1000 m        |
| 2008               | Pekín (China)                | Medalla de plata  | K4 1000 m        |
| Campeonato Mundial |                              |                   |                  |
| Año                | Lugar                        | Medalla           | Competición      |
| 1998               | Szeged (Hungría)             | Medalla de oro    | K2 500 m         |
| 1999               | Milán (Italia)               | Medalla de oro    | K2 1000 m        |
| 2001               | Poznań (Polonia)             | Medalla de bronce | K4 500 m         |
| 2002               | Sevilla (España)             | Medalla de oro    | K4 500 m         |
| 2002               | Sevilla (España)             | Medalla de oro    | K4 1000 m        |
| 2003               | Gainesville (Estados Unidos) | Medalla de oro    | K4 500 m         |
| 2003               | Gainesville (Estados Unidos) | Medalla de oro    | K4 1000 m        |
| 2005               | Zagreb (Croacia)             | Medalla de plata  | K4 500 m         |
| 2005               | Zagreb (Croacia)             | Medalla de plata  | K4 1000 m        |
| 2006               | Szeged (Hungría)             | Medalla de oro    | K4 500 m         |
| 2007               | Duisburgo (Alemania)         | Medalla de oro    | K4 500 m         |
| 2007               | Duisburgo (Alemania)         | Medalla de bronce | K4 1000 m        |
| 2009               | Dartmouth (Canadá)           | Medalla de plata  | K4 200 m         |
| 2009               | Dartmouth (Canadá)           | Medalla de bronce | K4 1000 m        |
| Campeonato Europeo |                              |                   |                  |
| Año                | Lugar                        | Medalla           | Competición      |
| 1997               | Plovdiv (Bulgaria)           | Medalla de plata  | K4 1000 m        |
| 1999               | Zagreb (Croacia)             | Medalla de oro    | K2 1000 m        |
| 1999               | Zagreb (Croacia)             | Medalla de bronce | K2 500 m         |
| 2001               | Milán (Italia)               | Medalla de oro    | K4 1000 m        |
| 2001               | Milán (Italia)               | Medalla de plata  | K4 500 m         |
| 2002               | Szeged (Hungría)             | Medalla de oro    | K4 500 m         |
| 2002               | Szeged (Hungría)             | Medalla de oro    | K4 1000 m        |
| 2005               | Poznań (Polonia)             | Medalla de oro    | K4 1000 m        |
| 2005               | Poznań (Polonia)             | Medalla de plata  | K4 500 m         |
| 2006               | Račice (República Checa)     | Medalla de oro    | K4 500 m         |
| 2006               | Račice (República Checa)     | Medalla de oro    | K4 1000 m        |
| 2007               | Pontevedra (España)          | Medalla de oro    | K4 500 m         |
| 2007               | Pontevedra (España)          | Medalla de oro    | K4 1000 m        |
| 2008               | Milán (Italia)               | Medalla de oro    | K4 500 m         |
| 2008               | Milán (Italia)               | Medalla de oro    | K4 1000 m        |
| 2009               | Brandeburgo (Alemania)       | Medalla de plata  | K4 1000 m        |